# Билвенештій-де-Жос
Билвенештій-де-Жос (рум. Bâlvăneștii de Jos) — село у повіті Мехедінць в Румунії. Входить до складу комуни Билвенешть.
Село розташоване на відстані 270 км на захід від Бухареста, 18 км на північ від Дробета-Турну-Северина, 101 км на північний захід від Крайови.

## Населення
За даними перепису населення 2002 року у селі проживали 209 осіб, усі — румуни. Усі жителі села рідною мовою назвали румунську.